# Félix Loustau
Félix Loustau (Avellaneda, 25 dicembre 1922 – Avellaneda, 5 gennaio 2003) è stato un calciatore argentino, di ruolo attaccante.

## Caratteristiche tecniche
Giocava come ala; mancino, abile tecnicamente e specialista del dribbling, Chaplin Loustau era veloce ed efficace anche nel finalizzare. Di corporatura minuta (fu inizialmente scartato dal Racing per tale ragione), iniziò come terzino sinistro, ma proprio per il suo fisico non propriamente imponente e inadatto ai compiti difensivi, lasciò detta posizione e si trasferì a centrocampo, ove ricoprì il ruolo di centromediano. Renato Cesarini, avendone notate le capacità di dribbling e la rapidità, lo convinse a giocare da attaccante sinistro; in questa nuova posizione si fece notare come uno dei migliori a fare sia la fase offensiva sia quella difensiva, formando, insieme a Juan Carlos Muñoz, José Manuel Moreno, Adolfo Pedernera e Ángel Labruna la prolifica linea d'attacco della Máquina, la formazione del River che per abilità offensive e qualità di gioco è considerata tra le migliori d'Argentina negli anni 1940.

## Carriera

### Club
Mosse i primi passi nel mondo del calcio nel settore giovanile del Defensores de Belgrano, squadra la cui sede era nella sua città natale, Avellaneda e dopo essere stato rifiutato dal Racing, vi venne riammesso nel 1938, dopo un periodo allo Sporting Brandsen. Acquistato dal River Plate, il suo trasferimento ebbe una modalità particolare: per evitare un passaggio diretto tra due club di grande levatura, entrambe le società optarono per fargli giocare un periodo (due sole partite) nel "neutrale" Sportivo Dock Sud, club minore del panorama bonaerense. Debuttò dunque con la nuova squadra il 28 giugno 1942 contro il Platense; il tecnico Cesarini lo incluse nello schieramento offensivo come terminale esterno mancino, e Loustau diede velocità alla fascia, migliorando il potenziale d'attacco della squadra. La Máquina si sciolse nel 1946, con la partenza di Pedernera alla volta dell'Atlanta, ma Loustau continuò a far parte del club di Buenos Aires fino al 1957, quando Roberto Zárate lo sostituì a causa dell'avanzata età. Trasferitosi dunque all'Estudiantes dopo otto titoli nazionali in quindici anni al River, vi giocò per una sola stagione, assommando nove presenze e nessuna rete, ritirandosi dunque il 21 settembre, al termine della partita contro il Boca Juniors alla Bombonera.

### Nazionale
Debuttò in Nazionale nel 1945, e già al suo primo anno vinse il Campeonato Sudamericano de Football, segnando la terza rete della prima gara del torneo contro la Bolivia al settantesimo minuto, e un'altra nel 9-1 sulla Colombia; guidata da Norberto Méndez, capocannoniere della competizione, la selezione argentina si aggiudicò il trofeo. L'edizione successiva si giocò proprio in Argentina e ancora una volta Loustau andò a segno contro la Bolivia; la sua Nazionale concluse il torneo al primo posto della classifica finale e centrò la seconda vittoria consecutiva. Nel 1947 la competizione si tenne a Guayaquil, in Ecuador: Loustau mise la firma su tre marcature nelle goleade (6-0, 7-0 e nuovamente 6-0) contro Paraguay, Bolivia e Colombia, e segnò la rete del 3-1 sull'Uruguay. Dal punto di vista realizzativo, questo torneo fu il migliore per Loustau, che concluse a quota quattro reti, e l'Argentina, sempre sotto la guida del CT Guillermo Stábile, inanellò la terza vittoria in tre anni.

## Palmarès

### Club

#### Competizioni nazionali
- Campionato argentino: 8

River Plate: 1942, 1945, 1947, 1952, 1953, 1955, 1956, 1957

### Nazionale
- Campeonato Sudamericano de Football: 3

Cile 1945, Argentina 1946, Ecuador 1947

### Videografia
- Federico Ferri e Federico Buffa, Storie di Campioni - Buffa Racconta: Alfredo Di Stéfano, Sky Sport, 2015.